# Trdnost
Tŕdnost gradiva je največja obremenitev, ki jo material zdrži preden se poruši. Trden material nikoli ni ne krhek, ne mehak. Trdnost materialov določamo eksperimentalno, na preizkušancih standardnih oblik. Preizkusi se razlikujejo po vrsti materiala in obremenitve, osnovni princip pa je pri vseh enak: obremenitev preizkušanca enakomerno povečujemo in sproti merimo naraščajočo deformacijo, vse do porušitve. To danes delamo s pomočjo računalnika, ki zvezo med napetostjo in deformacijo na koncu prikaže grafično, v obliki diagrama.
Največji napetosti, ki se lahko pojavi v nekem materialu tik pred porušitvijo, pravimo porušna ali zrušilna napetost. Glede na smer delovanja napetosti ločimo tlačno, natezno, upogibno, strižno, uklonsko in torzijsko ali vzvojno napetost. Njihove učinke imenujemo sploščitev, razteg in upogib, skrajno posledico učinkov pa porušitev ali konkretneje zdrobitev, pretrg(anje) in zlom.
Trdnost materialov je specializirana tehniška veda o vrstah in obnašanju materialov pod vplivom zunanjih sil, ki v materialih (oziroma telesih iz njih) povzročajo mehanske napetosti in deformacije. 